# Radio UNIACC
Radio UNIACC fue un canal de televisión abierta chileno y actual estación radial en línea, propiedad de la UNIACC. Emite en la frecuencia 34 de la banda UHF, con una potencia que entrega una cobertura de 4 kilómetros a la redonda desde su punto de transmisión, ubicado en la Sede Oriente de la Universidad en Avenida Salvador 1200, comuna de Providencia.

## Historia
Fue lanzado en diciembre de 1998 por la Universidad de Artes, Ciencias y Comunicación. En 2008, por su décimo aniversario, TV UNIACC empezó a emitir por internet en su página web los partidos de fútbol universitarios del campeonato ODESUP. 
El programa Sábado por la noche fue emitido desde 1998 hasta 2013 por Mega cuando en julio de 2011, UNIACC deja la producción del programa y este es asumido por la productora Marketlink y la UDLA.
Durante 2009, se integran al equipo de TV UNIACC diversos programas como Puro Chile, Desfachatados, Chilewood, Urbanorama, SCL (Sonido Chileno Live) y Circo B. También en ese mismo año, TV UNIACC se asoció con Radio UNIACC.
En 2010, el canal estrena producciones como Dislexia, Cinescape, Vamos que se puede, Conecta tu mente, NVNTS, Perro negro y Gatica.
Durante 2012, comienza la señal 2 MIXLR que transmite programas como Juguito en el arroz, Todo en una y Los superhéroes musicales. Este canal tenía la intención de introducir a los alumnos al mundo de la radio para que, luego, se integraran como equipo de Radio TV UNIACC.
En la actualidad, TV UNIACC no emite ningún programa de televisión y emite la programación de Radio UNIACC en vivo, con programas como Todo en una y Showbeatz, a excepción de programas de TV especiales, como la transmisión de la Beca Talento Joven en noviembre u otros eventos masivos e importantes para la universidad.
Radio UNIACC transmite por Internet, las 24 horas, a partir de 2001. En la cual, los estudiantes de la universidad pueden participar como creadores y responsables de sus propios espacios.